# Govedare, Pazardjik
Govedare (în bulgară Говедаре) este un sat în comuna Pazardjik, regiunea Pazardjik,  Bulgaria. 

## Demografie
Componența etnică a satului Govedare
     Romi (38,06%)
     Bulgari (49,63%)
     Nicio identificare (11,68%)
     Altele (0,61%)
La recensământul din 2011, populația satului Govedare era de 1.634 locuitori. Nu există o etnie majoritară, locuitorii fiind bulgari (49,63%) și romi (38,06%). Pentru 11,68% din locuitori nu este cunoscută apartenența etnică.